# 李桥水库
李桥水库是中国甘肃省张掖市山丹县境内的一座水库，位于马营河上，建于1973年。水库正常库容为1366万立方米，集雨面积为1143平方千米，海拔为2172.35米。